# CC 80000
Ne doit pas être confondu avec BB 80000.
Les CC 80000, numérotées 060 GA à leur mise en service, sont deux prototypes de locomotive à moteurs à pistons libres et turbines à gaz construits par Renault dans son usine de Choisy-le-Roi en s'inspirant de l'expérience de la 040 GA 1.
Renault reste propriétaire des locomotives, mises à la disposition de la SNCF. Elles sont ensuite vendues à la Compagnie de chemins de fer départementaux (CFD) qui transforme la CC 80001 en locomotive Diesel surnommée « Belphégor », la 80002 servant de réserve de pièces détachées. Après une période assez longue de location à la SNCF puis à la société de travaux ferroviaire Desquenne et Giral, la 80001 a été rachetée par Renault pour un éventuel futur musée sur ses activités et productions ferroviaires.
Elles ne doivent pas être confondues avec les BB 80000, locomotives électriques issues de la transformation de BB 8100.

## Genèse des prototypes

Générateur de gaz Pescara et turbine Rateau.

Depuis 1952, Renault fait rouler sur les voies de la SNCF un prototype de locomotive à turbine à gaz, la 040 GA 1. Il exploite le principe, déjà utilisé dans la marine marchande, d'un générateur de gaz à pistons libres inventé par Raoul Pateras Pescara qui alimente la turbine à gaz. Le fonctionnement de la locomotive semble globalement satisfaisant même si tous les résultats ne sont pas au rendez-vous, notamment en termes de puissance ; la 040 GA 1 présente en outre de graves inconvénients comme un bruit assourdissant et d'importantes vibrations.
Renault poursuit  cependant l'expérience en construisant en 1959, avec la collaboration de la compagnie des forges et aciéries de la Marine et d'Homécourt, deux autres prototypes pourvus de deux ensembles générateur-turbine chacun, pour doubler la puissance de l'engin : ce sont les 060 GA 1 et 2.

## Description

### Deux prototypes à turbine
Les deux locomotives adoptent le type CC, deux bogies à trois essieux moteurs, disposition rendue nécessaire par la masse des engins (120 t). Les deux ensembles générateur-turbine peuvent être isolés : en cas de défaillance de l'un d'eux, la locomotive peut poursuivre sa marche à puissance réduite. En outre, pour ménager les générateurs de gaz, les servitudes électriques des machines sont alimentées par un groupe électrogène indépendant composé d'un moteur diesel de puissance réduite accouplé à un alternateur.
Les machines possèdent deux rapports de réduction autorisant une vitesse maximale de 73,5  ou   128 km/h. Des embrayages Renault sur la 060 GA 1 ou Sulzer sur la 060 GA 2 relient les turbines aux boîtiers de transmission. Les faces frontales et leurs capots proéminents sont moulés en construits en matière plastique. Les deux locomotives reçoivent une livrée bleu pâle rehaussée de bandes bleu foncé.
Si la puissance espérée des deux locomotives atteint 2 400 ch, elle ne dépasse pas dans la pratique 1 500 ch.

### Une locomotive diesel
Au terme d'essais assez peu satisfaisants, les deux locomotives sont garées à Massy-Palaiseau, étant déjà supplantées en termes de puissance et de fiabilité par les BB 67000 et les A1AA1A 68000. En 1963 Renault cesse son activité ferroviaire et les deux locomotives sont abandonnées chez un ferrailleur. Les turbines à gaz Pescara utilisées dans la marine marchande se révèlent définitivement inadaptées au secteur ferroviaire.
La compagnie des chemins de fer départementaux (CFD) les rachète en 1966 : elle souhaite tester leur transmission hydromécanique Asynchro, qui équipe déjà des engins de moyenne puissance comme les BB 71000 sur des engins de forte puissance. La 060 GA 2 devient un magasin de pièces de réserves pour l'entretien de l'autre exemplaire ; elle est finalement démantelée en 1979. La 060 GA 1, réimmatriculée CC 80001 surnommée « Belphégor », reçoit dans les ateliers CFD à Montmirail, deux moteurs SEMT Pielstick d'une puissance unitaire de 1 400 ch reliés à une transmission Asynchro unique entraînant les roues des deux bogies. La locomotive, achevée en juillet 1967, est alors pourvue d'un troisième phare sur ses hautes faces frontales et reçoit une nouvelle livrée bleu foncé avec une large ceinture blanche à mi-hauteur de caisse.

## Carrière et services
La 060 GA 1 est affectée au dépôt d'Achères pendant la période d'essais. Lorsque la 060 GA 2 sort de construction quelques mois plus tard, les deux locomotives rejoignent le dépôt de La Rochelle - Bongrène et sont engagées en tête de trains de messagerie sur Nantes — Bordeaux : elles ne disposent pas de chaudière pour le chauffage des rames voyageurs et, leur transmission ayant tendance à surchauffer lors des démarrages répétés, leur utilisation est moins sujette aux pannes sur de longs parcours sans arrêt. En raison d'une fiabilité malgré tout aléatoire, un mécanicien Renault prend place à bord lors de chaque voyage.
La CC 80001, affectée au dépôt de Caen et faisant preuve d'une fiabilité très nettement améliorée par rapport à la version d'origine, assure des prestations différentes de celles des 060 GA. En tête d'une rame de voitures voyageurs comportant un fourgon-chaudière, elle circule sur la ligne Paris — Caen — Cherbourg. Lorsque les éléments à turbine à gaz (ETG) reprennent cette rotation, la CC 80001 rejoint la ligne Paris — Argentan — Granville jusqu'en 1977. Pendant toute cette période comme au cours de la précédente, ces locomotives prototypes ne seront jamais véritablement intégrées au parc de la SNCF : elles y figurent « hors inventaire ».
Elle est alors louée par CFD à la société de travaux ferroviaires Desquenne et Giral qui recherche une locomotive de forte puissance et l'utilise en tête de trains de travaux ; pour l'occasion, le jaune orangé remplace le bleu foncé dans la livrée de l'engin. Un an plus tard, en 1978, Desquenne et Giral rachète la CC 80001 que le personnel de l'entreprise surnomme « Lucie »,. Cette période active prend fin en 1985 car la locomotive doit subir une révision qui n'a en définitive pas lieu. La locomotive est alors confiée à Renault pour sa sauvegarde ; elle fut abritée de 1993 à 2022 dans un hangar de l'usine Renault de Flins, puis, au mois de novembre 2022, elle est acheminée à Breil-sur-Roya pour être confiée à l'écomusée du haut-pays et des transports.

## Modélisme
Les CC 80000 ont été reproduits à l'échelle HO Carpena & Goupille, sous forme de kit à monter.
Actuellement (Mars 2024) disponible à l'échelle HO chez Mistral. 